# Hydraotes Colles
Hydraotes Colles és un grup de turons del quadrangle Margaritifer Sinus de Mart, situat amb les coordenades planetocèntriques a 0.29 ° latitud N i 326.53 ° longitud E. Té 47.5 km de diàmetre i va rebre el nom d'un tret albedo. El nom va ser aprovat per la UAI el 21 d'octubre de 2014. El terme "Colles" és utilitzat per turons petits o knobs.